# 이정린 (1966년)
이정린(李廷麟, 1966년 5월 2일 ~ )은 대한민국의 정치인이다. 남원시의원, 전라북도의원을 역임했다.

## 학력
- 전남과학대학교 화훼원예과 졸업
- 전북대학교 행정대학원 석사과정 지방자치학과(휴학)

## 경력
- 남원농협 이사
- 국회의원 이강래 특보
- 남원시축구협회 회장
- (주)대동공업 남원대리점 대표이사
- 2010.07 ~ 2014.06: 제6대 남원시의회 의원
- 2014.07 ~ 2018.04: 제7대 남원시의회 의원
- 2018.07 ~ 2022.06: 제11대 전라북도의회 의원
- 2022.07 ~ : 제12대 전라북도의회 의원
  - 2022.07 ~ : 제12대 전라북도의회 전반기 부의장

## 역대 선거 결과
|  | 13.58% |

|  | 23.19% |

|  | 20.24% |

|  | 60.95% |

|  | 0% |